# خيليات
الخيليات أو الخيلية (والتي تُعرف أحيانًا باسم فصيلة الخيل) هي تصنيف خاص بفصيلة من الأحصنة والحيوانات ذات الصلة، والتي تتضمن الأحصنة "الخيول" والحمير وحمير الزرد والعديد من أنواع أُخرى معروفة فقط من الحفريات (المستحاثات). وتوجد جميع الأنواع الموجودة حاليًا ضمن جنس الحصان. وتنتمي الخيليات إلى رتبة وتريات الأصابع، والتي تتضمن حيوانات التابير الموجودة حاليًا والكركدن "وحيد القرن"، بالإضافة إلى المزيد من الحفريات.
يُشير مُصطلح خيلي إلى أي عضو من هذه الفصيلة، بما في ذلك الفرسيات.

## التطور
يعود تاريخ أقدم الحفريات المنسوبة إلى الخيليات لأوائل العصر الفجري، مُنذ 54 مليون عامًا مضت. وقد أُسندت الحفريات السابقة إلى جنس هيراكوثيريوم Hyracotherium (والذي يُعرف أحيانًا بالحصان الأول Eohippus)، لكن النمط النوعي لهذا الجنس الآن لا يُعتبر عُضوًا في هذه العائلة (انظر هيراكوثيريوم). كانت الخيليات الأولى حيوانات بحجم الثعالب لها ثلاثة أصابع في القدم الخلفية، وأربعة أصابع في القدم الأمامية. كما كانت حيوانات ترعى العُشب خاصةً النباتات اللينة نسبيًا، ومُهيّئة في الأصل للركض. تَعقّد أدمغتها يُشير إلى أنها بالفعل كانت حيوانات حذرة وذكية. خَفّضت الأنواع اللاحقة عدد الأصابع، وطوّرت أسنانًا مناسبة أكثر لطحن الأعشاب والأطعمة النباتية الصلبة الأُخرى.
أصبحت الأُسرة مُتنوعة نسبيًا أثناء العصر الميوسيني، مع ظهور أنواع أُخرى جديدة. وبحلول ذلك الوقت، أصبحت الخيليات أكثر شبهًا بالأحصنة، وذلك بتطوير شكل الجسم النموذجي للحيوانات الحديثة. تحمل الكثير من هذه الأنواع ثقل وزنها الرئيسي على الإصبع الأوسط الثالث، مع تقلّص الإصبعين الآخرين، لدرجة بالكاد تلامس فيها الأرض، هذا إذا لامستها على الإطلاق. الجنس الوحيد الباقي، إيكوس، تطور في أوائل العصر البليستوسيني، وانتشر بسرعة في أنحاء العالم.

## التصنيف

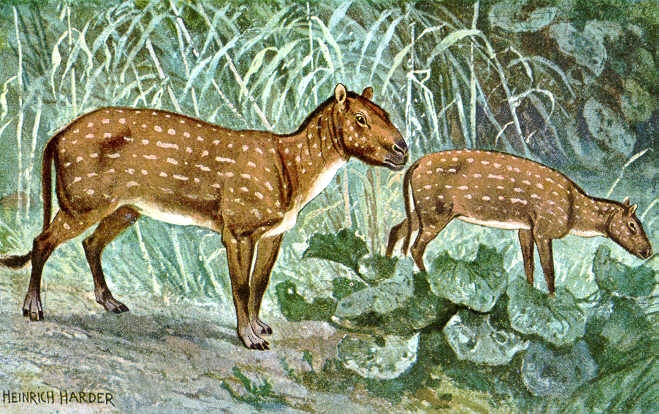
هيراكوثيريوم

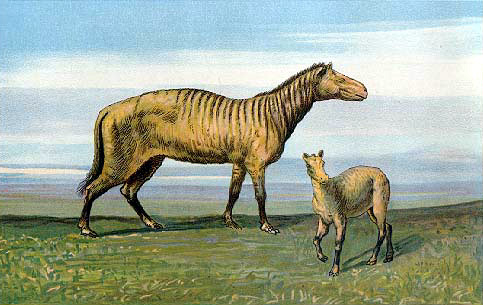
أوروهيبوس

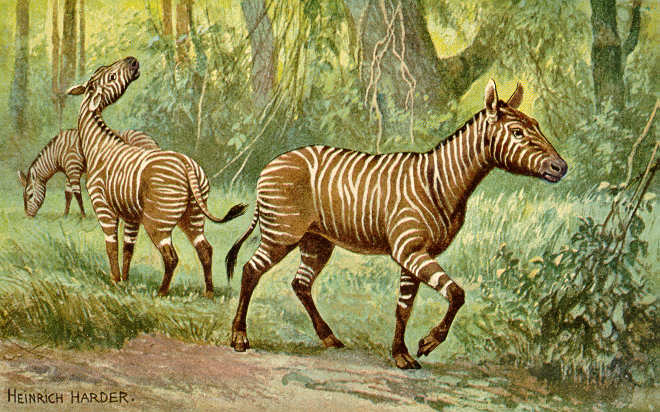
هيبوفيبوس

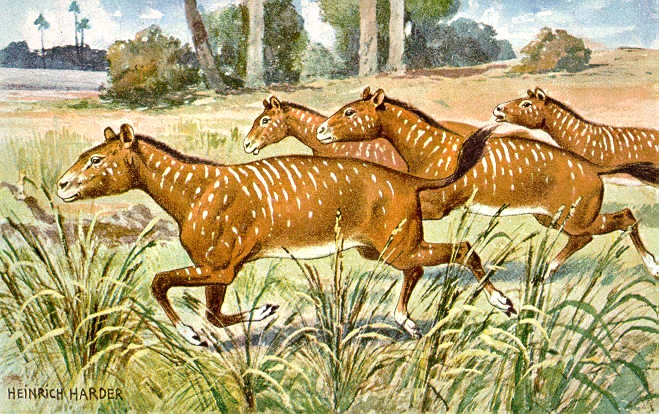
ميسوفيبوس

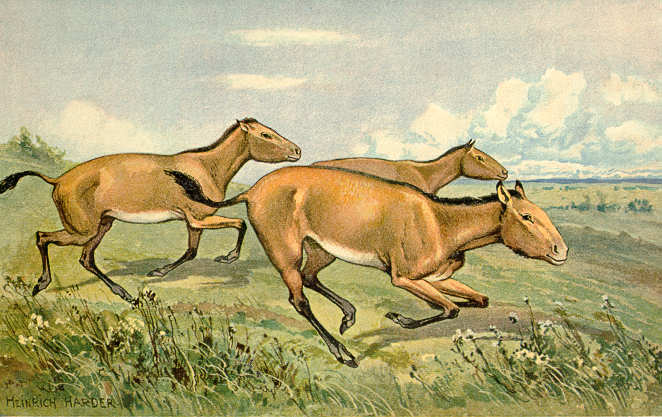
هيباريون

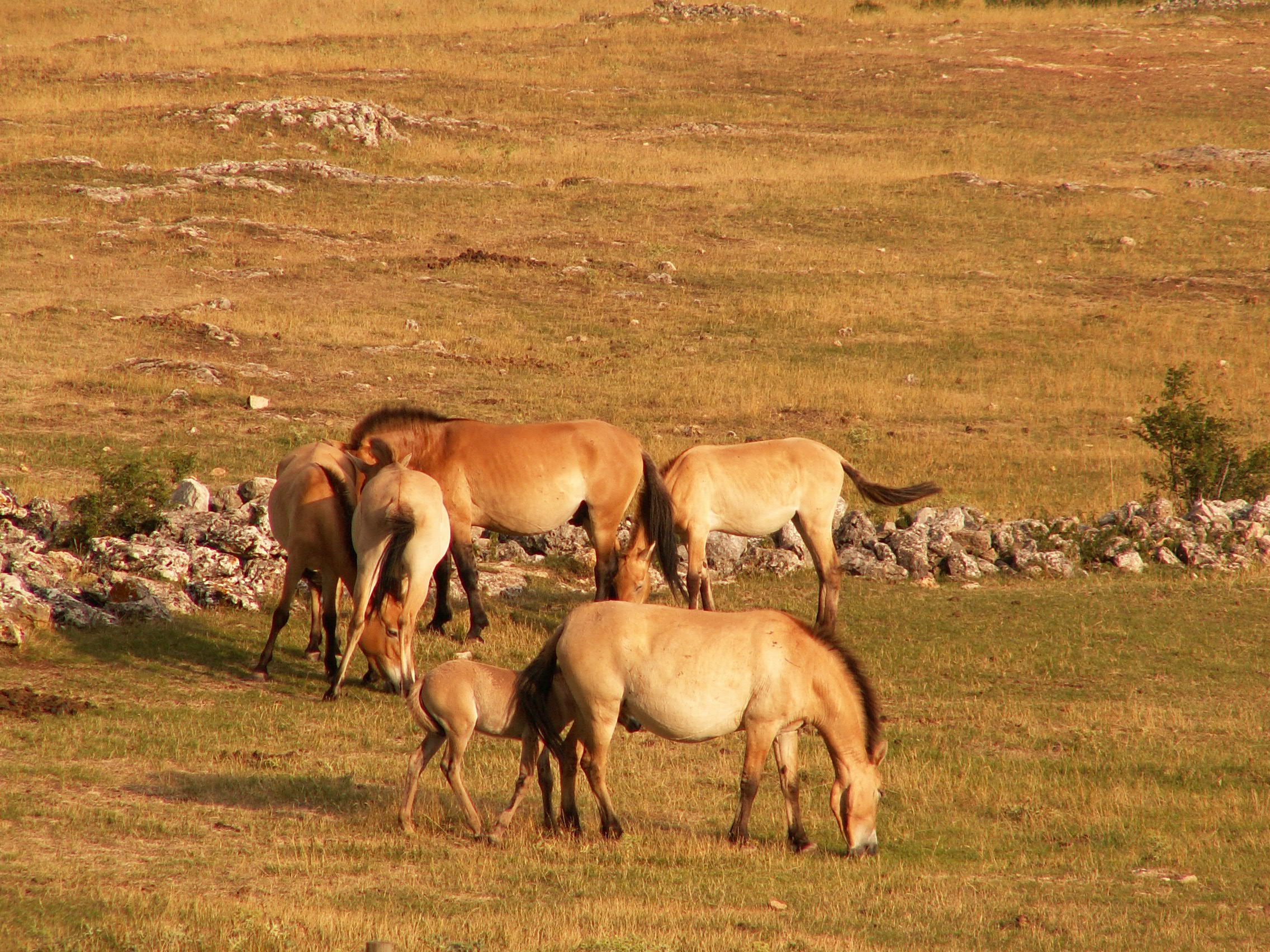
إيكوس (حصان بيرزوالسكي)

- ترتيب مفردات الأصابع (بالإضافة إلى الخيليات، تتضمن مُفردات الأصابع أربعة أنواع من التابير في جنسٍ واحدبالإضافة إلى خمسة أنواع حية (تنتمي للأجناس الأربعة) من وحيد القرن.) † تُشير إلى الأنواع المُنقرضة.
  - عائلة الخيليات
    - الفصيلة †هيراكوثيرنييه Hyracotheriinae
      - الجنس †إبيهيباس
      - الجنس †هابلوهيباس Haplohippus
      - الجنس †هيبتاكونودون Heptaconodon
      - الجنس †هيراكوثيريوم Hyracotherium (ربما بارافيليتيّ مع بعض الأنواع المُنتمية إلى عائلة †باليوثيريداي Palaeotheriidae)
      - الجنس †أوروهيباس
      - الجنس †إكسينيكوهيباس Xenicohippus

    - الفصيلة †أنكيثيرينيه Anchitheriinae
      - الجنس †أنكيثيريوم Anchitherium
      - الجنس †أركايوهيباس Archaeohippus
      - الجنس †ديسماتيباس Desmatippus
      - الجنس †هيبوهيباس Hypohippus
      - الجنس †كالوباتيباس Kalobatippus
      - الجنس †ميجاهيباس Megahippus
      - الجنس †ميسوهيباس Mesohippus
      - الجنس †ميوهيباس Miohippus
      - الجنس †باراهيباس Parahippus
      - الجنس †سينوهيباس Sinohippus

    - الفصيلة إيكوينيه Equinae
      - الجنس †ميريتشيباس Merychippus
      - الجنس †سكافوهيباس Scaphohippus
      - عشيرة †هيباريونيني Hipparionini
        - الجنس †يوريجناثوهيباس Eurygnathohippus
        - الجنس †هيباريون Hipparion
        - الجنس †هيبوثيريوم Hippotherium
        - الجنس †نانيباس Nannippus
        - الجنس †نيوهيباريون Neohipparion
        - الجنس †سيودهيباريون Pseudhipparion

      - عشيرة إيكويني Equini
        - الجنس †أستروهيباس Astrohippus
        - الجنس †كاليباس Calippus
        - الجنس †دينوهيباس Dinohippus
        - الجنس إيكوس (22 أنواع، 7 موجودة)
        - الجنس †هيبيديون Hippidion
        - الجنس †أونوهيبيديوم Onohippidium
        - الجنس †بليوهيباس Pliohippus
        - الجنس †بروتوهيباس Protohippus

    - الجنس †أكريتوهيباس Acritohippus
    - الجنس †يوروهيباس
    - الجنس †هيتيروبليوهيباس Heteropliohippus
    - الجنس †بارابليوهيباس Parapliohippus
    - الجنس †بروبوسيديباريون Proboscidipparion